# ʿilm al-huruf
ʿilm al-Ḥurûf (arabe : عِلْم الحُروف; 'ilm: science; al-hurûf: les lettres) ou science des lettres est une science musulmane ésotérique qui s'intéresse au symbolisme des lettres de l'alphabet arabe. Elle est souvent considérée comme une science occulte. On peut la faire entrer dans la catégorie plus générale du jafr , « divination » (arabe : جَفْر), dont elle un instrument important. 

## Jafret science des lettres

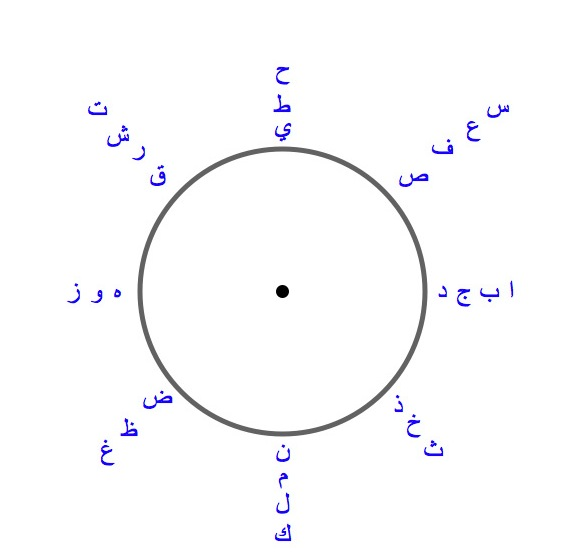
Répartition des lettres dans le jafr, d'après un graphique de René Guénon.

La littérature mystique islamique regroupe différentes catégories, parmi lesquelles  la plus diversifiée est celle de ce qu'on appelle les « sciences occultes ». C'est parmi elles que figurent le domaine de la science des lettres et celui de la numérologie, que l'on appelle 'ilm al-hurûf ou aussi jafr : on y trouve des éléments comme l'alchimie, l'astrologie, la chiromancie, les talismans, etc.. On regroupe donc ici des types d'écrits et de pratiques que l'on retrouve dans un large éventail de formes et de manifestations dans la plupart des sociétés islamiques. Dans cet éventail, des approches théoriques de haut vol, des élaborations mystiques profondes (qui peuvent traiter de processus cosmologiques ou psychologiques subtils) côtoient des éléments populaires pragmatiques, souvent qualifiés de superstitions. On notera que de tels éléments se rencontrent aussi dans l'Antiquité tardive et dans l'Occident médiéval.
Le jafr (mot arabe dont l'étymologie est obscure et que l'on traduit en général par divination) est la science qui, au moyen de différentes méthodes, permet de connaître le destin prédestiné des nations, des dynasties, des religions et des individus. Elle est également connue comme « science du jafr » ('ilm al-jafr ou tout simplement al-'ilm, la science). Elle a produit une riche littérature qui est bien documentée dès la période omeyyade, et plus encore durant l'ère abbasside, dans un monde médiéval qui était souvent friand d'ésotérisme.
Initialement, le jafr est constitué de manuels d'oracles et d'ouvrages relevant de la littérature apocalyptique. Ces textes apparaissent aux VIIIe et IXe siècles en Irak, dans les milieux chiites, et ils ont permis le développement d'une exégèse du Coran qui s'écartait de l'interprétation sunnite traditionnelle. Plus tard, on a subsumé sous ce terme différentes techniques permettant de prédire l'avenir en se fondant sur la science des lettres, et sur leur valeur numérique. Ces approches ont été répandues parallèlement au progrès du soufisme et d'un mysticisme de tendance hétérodoxe qui appréciait les symboles aux significations masquées.

## Valeur numérique des lettres arabes

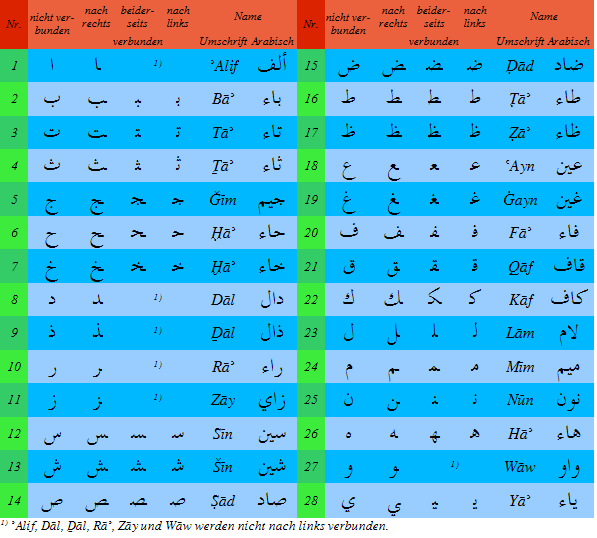
L'alphabet arabe dans l'ordre actuel, avec la valeur numérique de chaque lettre.

Les tableaux ci-dessous donnent la valeur de chacune des vingt-huit lettres de l'alphabet arabe. À noter que ces tableaux présentent, du premier au dernier, un ordre alphabétique ancien (dit « ordre levantin ») dans lequel le classement des lettres correspond à la progression des nombres. Le classement actuel de l'alphabet arabe suit un ordre différent (voir tableau à droite), si bien que les nombres sont dans le désordre. 

### Unités
| 1     | 2   | 3   | 4   | 5   | 6   | 7    | 8   | 9   |
| ا     | ب   | ج   | د   | ه   | و   | ز    | ح   | ط   |
| ʾalif | bāʾ | ǧīm | dāl | hāʾ | wāw | zayn | ḥāʾ | ṭāʾ |

### Dizaines
| Valeur        | 10  | 20  | 30  | 40  | 50  | 60  | 70   | 80  | 90  |
| Lettre        | ي   | ك   | ل   | م   | ن   | س   | ع    | ف   | ص   |
| Transcription | yāʾ | kāf | lām | mīm | nūn | sīn | ʿayn | fāʾ | ṣād |

### Centaines
| Valeur        | 100 | 200 | 300 | 400 | 500 | 600 | 700 | 800 | 900 |
| Lettre        | ق   | ر   | ش   | ت   | ث   | خ   | ذ   | ض   | ظ   |
| Transcription | qāf | rāʾ | šīn | tāʾ | ṯāʾ | ḫāʾ | ḏāl | ḍād | ẓāʾ |

### Millier
| Valeur        | 1 000 | 1 000 |
| Lettre        | غ     |       |
| Transcription | ġayn  |       |

#### Textes
- Ibn Arabi (Anthologie présentée par Michel Chodkiewicz), Les Illuminations de La Mecque, Paris, Albin Michel, 1997, 353 p. (ISBN 978-2-226-18311-8), p. 165-282 (chap. III :  « La Science des lettres »; trad., introd. et notes par Denis Gril)

#### Études
- Charles-André Gilis, Les Sept étendards du califat, Paris, Al-bouraq, 1993.
- (en) Noah Gardiner, « Jafr » , sur referenceworks.brillonline.com, Encyclopaedia of Islam, THREE, 2021 (consulté le 7 mars 2023)
- René Guénon, Les Symboles de la Science Sacrée, Paris, Gallimard, (V. les chap. « La Science des lettres », « Les Mystères de la lettre Nun », « La Montagne et la Caverne »
- Constant Hamès, Coran et talismans : textes et pratiques magiques en milieu musulman, Paris, Karthala, coll. « Hommes et sociétés », 2007 (ISBN 978-2-845-86873-1)
- Pierre Lory, Annick Regourd (Éds), Sciences occultes et Islam, Damas, Institut français de Damas, 1993, 241 p. (ISBN 978-2-901-31504-9, présentation en ligne)
- Pierre Lory, La science des lettres en islam, Paris, Dervy, coll. « Esprit de la lettre », 2004, 146 p. (présentation en ligne)
- Pierre Lory, Alchimie et mystique en terre d’Islam, Paris, Gallimard, coll. « Folio Essais », 2003 (1re éd. 1989) (ISBN 978-2-070-42719-2)
- Annemarie Schimmel (trad. de l'angl. et de l'allem. par Albert Van Hoa), Le soufisme ou les dimensions mystiques de l'islam, Paris, Cerf, 2022 (1re éd. 1975), 630 p. (ISBN 978-2-204-14864-1), p. 499-517 et passim
- (en) Annemarie Schimmel, Calligraphy and Islamic Culture, Londres, I.B. Tauris, 1990 (1re éd. 1984), 630 p. (ISBN 1-850-43186-8), p. 77-114 (Chap. III: « Calligraphy and Mysticism » )
- Michel Valsan, L’Islam et la fonction de René Guénon, Paris, Éd. de l’Œuvre, Paris (V. les chap. « Un symbole idéographique de l’Homme Universel », « Le Triangle de l’Androgyne et le monosyllabe Ôm » Ces articles viennent d’être republiés dans la revue Science Sacrée.
- (en) Gernot Windfuhr, « JAFR », sur iranicaonline.org, Encyclopædia Iranica, 2012 (consulté le 7 mars 2023)